# Daron Cruickshank
Daron Jae Cruickshank, född 11 juni 1985 i Westland, är en amerikansk MMA-utövare som 2012–2016 tävlade i organisationen Ultimate Fighting Championship.